# 池袋西教会
池袋西教会（いけぶくろにしきょうかい）は、東京都豊島区池袋にある日本基督教団の教会である。
1930年に市ヶ谷教会の金井為一郎牧師の応援により設立された。浅野庄作、鈴木重雄が牧会をする。1941年に日本基督教団に加入する。1948年に金井牧師が市ヶ谷、浅草教会、池袋西教会を兼務しなければならなくなり、市ヶ谷教会を母体として、金井を主管者として合同することになった。新名称は池袋西教会を引き継いだ。その後は、中国宣教師の福井二郎が牧師をした。